# Districte de Leiria
El Districte de Leiria és un districte portuguès, dividit entre les províncies tradicionals de Beira Litoral i d'Estremadura. Limita al nord amb el Districte de Coïmbra, a l'est amb el Districte de Castelo Branco i amb el Districte de Santarém, al sud amb el Districte de Lisboa i a l'oest amb l'oceà Atlàntic. Àrea: 3515 km² (tretzè districte portuguès). Població resident (2001): 459 450 hab. Seu del districte: Leiria.
El districte de Leiria se sotsdivideix en els següents 16 municipis:
- Alcobaça
- Alvaiázere
- Ansião
- Batalha
- Bombarral
- Caldas da Rainha
- Castanheira de Pêra
- Figueiró dos Vinhos
- Leiria
- Marinha Grande
- Nazaré
- Óbidos
- Pedrógão Grande
- Peniche
- Pombal
- Porto de Mós

En l'actual divisió regional del país, aquest districte està totalment integrat en la Regió Centre, distribuint-se els seus municipis per les subregions de l'Oeste (la que fou transferida per a la Regió Centre el 2002, amb la reducció de l'àrea de la Regió de Lisboa e Vale do Tejo), Pinhal Litoral e Pinhal Interior Norte. En resum:
- Regió Centre
  - Oeste
    - Alcobaça
    - Bombarral
    - Caldas da Rainha
    - Nazaré
    - Óbidos
    - Peniche

  - Pinhal Interior Norte
    - Alvaiázere
    - Ansião
    - Castanheira de Pêra
    - Figueiró dos Vinhos
    - Pedrógão Grande

  - Pinhal Litoral
    - Batalha
    - Leiria
    - Marinha Grande
    - Pombal
    - Porto de Mós

## Ciutats principals
Leiria, Caldas da Rainha, Marinha Grande, Pombal, Peniche, Alcobaça